# La Saunière
La Saunière är en kommun i departementet Creuse i regionen Nouvelle-Aquitaine i de centrala delarna av Frankrike. Kommunen ligger i kantonen Guéret-Sud-Est som tillhör arrondissementet Guéret. År 2022 hade La Saunière 659 invånare.

## Befolkningsutveckling
Antalet invånare i kommunen La Saunière
Referens:INSEE